# Ефект педали
Ефект педали (на английски: Effects unit) или джаз кутии (stompbox) са елементи за получаване на музикални ефекти. Поместени в малко метално шаси, те се използват главно от китаристи, но понякога и от музиканти, свирещи на други видове музикални инструменти. Тези приспособления изменят качеството или тембъра на звука на входящия сигнал, включвайки wah-wah-, фуз-, ехо-, фазер- и други ефекти. Сигналът може да бъде модифицирон както аналогово, така и цифрово. Устройствата са наричани педали или джазови кутии, защото са разположени на пода и имат голям превключвател отгоре, който се активира чрез настъпване. Някои Wah-wah или увеличителни педали се управляват в момент на движение на аналоговия ключ.

## Употреба
Педалът е свързан в сигнална верига с два моно жака (in/out). Някои джазови кутии имат стерео звучене през два моно сигнала, докато други (по-рядко срещани) имат стерео жакове за in и out. Няколко педала могат да бъдат съединени в една верига. Когато педалът е изключен или неактивен, сигналът идващ към него се пренасочва към байпас, така че този неизменен („сух“) сигнал да може да продължи към другите ефекти надолу по веригата. И точно тези комбинации от ефекти в тази верига могат да бъдат създадени и без да се свързват други кутии по време на изпълнение. Сигналът през джазовите кутии може да се съчетае във всякакви комбинации, но обикновено сигнало-изкривяващите и wah-wah педали се свързват в началото на веригата; педалите, които променят височината или тембъра на тона – в средата, а съответно кутиите, които видоизменят резонанса, също като елементите за забавяне, ехо и отражение – в края. Те могат да бъдат използвани и с останалите ефект елементи.

## Видове педали
- Професионален дисторшън педал

Изкривяващи (Distortion и Overdrive) – Този вид ефекти използва усилватели с много голям коефициент на усилване, работещи в нелинейния регион от входната си характеристика. Резултата е необичайно високо ниво на изкривяванията, което се възприема като типичното за стиловете рок и хевиметъл метално звучене. Различните типове на тези педали, всеки с различна звукова характеристика, включва обикновено изкривяване, пренаситено или „тръбно“ изкривяване и фуз-ефект. Въпреки че доста (предимно по-евтини) изкривяващи устройства използват транзисторни схеми, изпълнените с електронни лампи все още са много популярни заради мекия звук и ефекта Soft Clipping (плавно отрязване на върха на вълната, когато нивото ѝ мине над максималното за дадения усилвател).
- - BOSS DS-1
  - Pro Co RAT
  - Electro-Harmonix Big Muff
  - Ibanez Tube Screamer

- Dalay ефект.Забавящи (Delay)– Правят копие на идващия звук и леко го забавя, прави дори „плясване“ (единично повторение) или ехо (многократно повторение) ефект. Тези педали могат да използват аналогови или дигитални технологии. Аналоговите забавяния са по-малко гъвкави и не толкова „перфектни“ в звученето, колкото дигиталните, но някои китаристи предпочитат именно аналоговите заради възпроизвеждащите се от тях по-топли тонове; някои от по-ранните забавящи устройства всъщност използват магнитна лента, за да възпроизведат подобен ефект. Някои забавящи педали включват:
  - BOSS DD-6
  - Line 6 Delay Modeller
  - ToadWorks Redux

Chorus/flanger – Разновидност на забавянето, която включва период от повтарящо се променливо закъснение. Този период е толкова къс, че индивидуалните повторения не се чуват. Резултатът е тънък, „завъртян“ звук, който наподобява многобройни инструменти, свирещи в унисон (chorus). Chorus ефектът е особено популярен сред китаристите в 80-те години на XX век. Някои chorus педали включват:
- BOSS CE-1
- Electro-Harmonix Small Clone
- Ibanez CF-7

- Phase shifter – Това приспособление създава сложен високочестотен отзвук, който съдържа много правилно-раздалечени „прорези“ във входящия сигнал. Това се получава чрез комбинация със собственото му копие вън от устройството и циклична промяна на фазните връзки. Phase ефектът наподобява глухо-„свистящ“ звук, напомнящ звуците на летящ реактивен самолет. Phase shifter-ите са популярни през 70-те години на XX век и най-вече се използват с електрическо пиано и бас китари. Някои phase педали включват:
  - MXR Phase 90
  - BOSS PH-3
  - Electro-Harmonix Small Stone

- WahWah.Wah-wah – Този стъпало-управляващ се педал е подобен на пропускащ филтър, който позволява пропуска само на малки порции от високите честоти на идващия сигнал. При редуването на педала напред и назад позволява прехода на ниските и високите честоти, ефектът сходства с човешкото възклицание wow. Wah-wah педалте, използвани с китари, се свързват по-скоро с рока от 60-те и диското от 70-те години на XX век. По това време към wah-wah педалите често се съединяват така наречените фузкутии, за да обработят първи звука преди да е преминал през wah-wah устройството. Комбинацията дава драматичен ефект познат като фуз-wah. Някои wah-wah педали включват:
  - Dunlop Crybaby
  - VOX Wah Wah

- Увеличаващ педал (Volume pedal) – Друг педал със задвижващо се устройство. Прост, стандартен контрол за увеличаване, направен да бъде управляван от стъпалото. Този вид педал позволява на музикантите да увеличават или намаляват пасажи от музиката, или дори конкретни ноти. Така изсвирено от китарата звучи коренно различно, защото ударното издърпване на струните може да бъде намалено или напълно елиминирано, придавайки почти усещане за човешки вокал. Увеличаващите педали са широко използвани с хавайските китари. Някои Volume pedals са:
  - Ernie Ball Stereo Volume Pedal

- Компресор (Compressor) – Устройството не променя тона, както споменатите по-горе педали правят, но повечето китаристи го използват като ефект. Компресорът действа като автоматичен увеличаващ контрол, който постепенно повишава изходящото ниво като идващият сигнал става по-силен и обратно. Това изравнява цялата сила на инструмента и може да направи китарата да изглежда, че поема повече, отколкото е необходимо. Някои компресиращи педали са:
  - BOSS CS-3
  - MXR Dynacomp
  - ToadWorks Mr. Squishy

- Педал променящ тона (Pitch shifting) – Механизми, които изменят тона на инструментите. Най-вече биват използвани с „изразен“ педал, за да придаде на музиканта добро усещане за промяна и да придаде на инструмента мек вълно-наподобяващ ефект. Типът на ефект елементите на теория има голям потенциал на ползване и ето някои примери:
  - Digitech Whammy
  - BOSS PS-5

Подтипът на променящите тона устройства е „октава педал“-а. Освен че дават на музиканта пълен контрол над промяната, лесно сваля или качва звука с цяла октава. Този вид педали се използват главно от басисти.
- Педали за многобройни ефекти (Multli Effects Pedals) – Multi FX педалът е единична кутия, която съдържа няколко различни ефекти. Някои Multi FX имат моделирани версии на класически педали. Някои екземпляри включват:
  - Line 6 POD XT Live
  - Digitech RP200A
  - BOSS ME-50

## Ефект педали на други инструменти
Някои други музикални инструменти, измежду тях пиано, орган, барабани и арфа, също използват педали за постигане на тонални, динамични или други ефекти. Органът има 2 или повече „изразни“ педали и понякога крешендо педал, с който органиста може да пресъздаде динамични (или експресивни) промени. Обаче строго погледнато те нито се смятат за ефект педали, нито се наричат така.
Съществува едно голямо изключение при електронните органи и синтезаторите, които обикновено включват увеличаващ (volume) педал, подобен на този при китарите (въведен всъщност от електронния орган, а не от китарата) и някои нови модели включват педал за допълнителни ефекти, който може да бъде програмиран да предлага някои от функциите, описани в предишната част. Изпълнението на всяка една от тях е подобно на тези при китарите; органистът поставя крака си изцяло на педала; като свири, внимателно прави натиск с пета и предната част на ходилото с движения нагоре и надолу, за да напълни или изпомпи и по този начин да постигне ефекта, който желае. Обикновено органистите са в седнало положение и по този начин имат по-добър баланс в сравнение с китаристите. Педалите са направени да имат широк обхват на движение, така тя/той може да направи повече ясно изразени промени. Някои от педалите имат превключватели в края, което позволява да се постигне още други ефекти чрез особено положение на пръстите от лявата или дясната страна на педала. При отделяне или докато се напомпва педала нагоре и надолу, най-важното е да се достигне по-голяма подвижност в сравнение с повечето педали за китара.